# Докендорф
Докендорф (њем. Dockendorf) општина је у њемачкој савезној држави Рајна-Палатинат. Једно је од 235 општинских средишта округа Ајфелкрајс Битбург-Прим. Према процјени из 2010. у општини је живјело 212 становника. Посједује регионалну шифру (AGS) 7232026.

## Географски и демографски подаци
Докендорф се налази у савезној држави Рајна-Палатинат у округу Ајфелкрајс Битбург-Прим. Општина се налази на надморској висини од 253 метра. Површина општине износи 5,8 km². У самом мјесту је, према процјени из 2010. године, живјело 212 становника. Просјечна густина становништва износи 36 становника/km².